# 杨清臣
楊清臣（？—1928年）字佐亭，山東汶上人。中华民国军事将领。

## 生平
1921年1月，大总统令任命楊清臣为吳佩孚的第三師第五旅旅長。1923年12月4日，获授将军府骧威將軍。民国13年（1924年）接替張福來任第二十四師師長。第二次直奉戰爭时，吴佩孚任命楊清臣为討逆军援军第四路司令。由于直系战败，第二十四师随吴佩孚撤至河南。1924年12月11日，段祺瑞下令取消第二十四师番号。第二十四师随吴佩孚撤到河南后，吴佩孚任命王为蔚为该师师长。
在北伐战争中，张宗昌在鲁西南招兵买马，封以大小军职。杨清臣网罗了红枪会五百人及枪，于民國十六年（1927年）8月組建第二十三军，楊清臣被张宗昌任命为军长。1928年，楊清臣率第二十三军在安国军第二方面军（总司令张宗昌）下参加同国民革命军的战斗。
1928年，楊清臣病逝。